# Olyra horae
Olyra horae är en fiskart som först beskrevs av Prashad och Mukerji 1929.  Olyra horae ingår i släktet Olyra och familjen Olyridae. IUCN kategoriserar arten globalt som otillräckligt studerad. Inga underarter finns listade i Catalogue of Life.